# Xã Salem, Quận Delaware, Indiana
Xã Salem (tiếng Anh: Salem Township) là một xã thuộc quận Delaware, tiểu bang Indiana, Hoa Kỳ. Năm 2010, dân số của xã này là 4.034 người.